# Ludovico de Verthema
Ludovico de Verthema ou di Varthema, né à Bologne vers 1470 et mort en 1517, aussi connu sous le nom de di Barthema ou Vertomannus était un écrivain et voyageur italien.
Il fut le premier Occidental, et le seul jusqu'à la fin du XVIIe siècle, à visiter la Mecque.

## Biographie
C'est vers l'année 1500 qu'il entreprend le voyage qui doit le rendre célèbre. Il ne s'y décide que par amour de la découverte et par esprit d'aventure. Après avoir parcouru la Syrie et l'Égypte, étant soldat de profession (probablement artilleur), il s'engage dans le corps des Mamelouks après s'être converti à l'Islam.
Comme le prescrivait la religion musulmane, il se rendit en pèlerinage à la Mecque. Il déserta de l'armée, et suspecté d'être un espion chrétien, il fut jeté en prison à Aden. Il parvint à s'évader grâce à l'aide d'une des femmes du sultan et prit la fuite à travers le Yémen : il fut le premier Européen à atteindre Sanaa. Il visita ensuite successivement la Somalie, l'Inde, la Perse, Ceylan, la Birmanie, Sumatra et les Moluques.
Alors qu'il se déguise en religieux musulman afin de parcourir l'Asie à travers les territoires musulmans d'Inde, de Sumatra ou de Bornéo, il parvient à Calicut en 1506. Il croise la route de deux renégats chrétiens qui lui font part du plan d'attaque du zamorin qui souhaite attaquer une flotte portugaise (dont Magellan fait partie) composée de 20 navires qui s'apprêtent à mettre le large. Étant donné qu'il est chrétien, il parvient à prévenir les Portugais du projet d'offensive mené contre eux. Grâce à son intervention, les deux cents navires du zamorin qui souhaitent prendre par surprise les étrangers sont finalement vaincus le 16 mars 1506 à la bataille de Cannanore.
Il revient à Lisbonne, capitale royale du Portugal, en 1507 (probablement sur le même navire que Magellan) et aurait fourni à la couronne portugaise des informations importantes sur les richesses présentes à Malacca mais aussi sur l'emplacement des îles Moluques, surnommées "îles aux épices" en raison de la présence unique de noix de muscade et de clous de girofle sur leur sol.
En 1510, il publie à Rome sous forme de chronique le récit détaillé de son voyage, intitulé « Itinéraire » (Itinerario). Cette œuvre obtint un succès considérable et fut traduite en près de cinquante langues (la première page de la version hollandaise est représentée ci-contre). Le succès du livre s'explique dans la mesure où il décrivait des terres jusqu'alors inconnues des Européens.